# Liste von Söhnen und Töchtern der Stadt Öskemen
Die Liste von Söhnen und Töchtern der Stadt Öskemen zählt Personen auf, die in der kasachischen Stadt Öskemen (bis 1993 Ust-Kamenogorsk) geboren wurden.

## A
- Eugen Alanov (* 1995), deutsch-russischer Eishockeyspieler
- Boris Alexandrow (1955–2002), kasachischer Eishockeyspieler und -trainer
- Wiktor Alexandrow (* 1985), kasachischer Eishockeyspieler
- Wiktor Antipin (* 1992), russischer Eishockeyspieler
- Nikolai Antropow (* 1980), kasachischer Eishockeyspieler
- Artjom Argokow (* 1976), kasachischer Eishockeyspieler

## B
- Iwan Basylejew (* 1984), kasachischer Eishockeytorwart
- Maxim Beljajew (* 1979), kasachischer Eishockeyspieler
- Maxim Birbrajer (* 1980), kasachisch-israelischer Eishockeyspieler
- Alexei Bondarew (* 1983), russischer Eishockeyspieler
- Dmitri Barmaschow, (* 1985), ehemaliger kasachischer Freestyle-Skier
- Michail Borodulin (1967–2003), kasachischer Eishockeyspieler

## C
- Sergei Chischnitschenko (* 1991), kasachischer Fußballspieler
- Sergei Wiktorowitsch Chodos (* 1986), Degenfechter
- Maxim Chudjakow (* 1986), kasachischer Eishockeyspieler
- Anton Chudobin (* 1986), russischer Eishockeytorwart

## D
- Qadyrschan Dämitow (* 1959), Bankmanager
- Igor Dorochin (* 1962), ehemaliger deutsch-kasachischer Eishockeyspieler
- Dmitri Dudarew (* 1976), kasachischer Eishockeyspieler

## E
- Alexander Engel (* 1962), ehemaliger deutsch-kasachischer Eishockeyspieler

## F
- Jewgeni Fadejew  (* 1982), Eishockeyspieler
- Anatoli Filatow (* 1975), Eishockeyspieler
- Andrej Fuchs (* 1966), deutsch-kasachischer Eishockeyspieler
- Boris Fuchs (* 1969), deutsch-kasachischer Eishockeyspieler

## G
- Julija Galyschewa (* 1992), kasachische Freestyle-Skierin
- Anastassija Gorodko (* 2005), Freestyle-Skierin
- Dmitri Grenz (* 1996), kasachischer Eishockeyspieler

## J
- Witali Jeremejew (* 1975), kasachischer Eishockeytorwart
- Dosschan Jessirkenow (* 1985), kasachischer Eishockeyspieler

## K
- Irina Karpowa (* 1980), Leichtathletin
- Andrej Kaufmann (* 1975), kasachisch-deutscher Eishockeyspieler
- Nikolai Iwanowitsch Kokscharow (1818–1893), russischer Mineraloge und Generalmajor
- Alexei Koledajew (* 1976), Eishockeyspieler
- Witali Kolesnik (* 1979), Eishockeytorwart
- Wladislaw Kolesnikow (* 1984), Eishockeyspieler
- Pawel Kolmakow (* 1996), Freestyle-Skier
- Ulan Konysbajew (* 1989), Fußballspieler
- Andrei Korabeinikow (* 1987), Eishockeyspieler
- Alexander Koreschkow (* 1968), Eishockeyspieler
- Jewgeni Koreschkow (* 1970), Eishockeyspieler
- Konstantin Korotkow (* 1961), Eisschnellläufer
- Wladimir Koslow (* 1959), Eisschnellläufer
- Sergei Kudrjawzew (* 1995), Eishockeytorwart
- Anton Kurjanow (* 1983), russischer Eishockeyspieler
- Alexei Kusnezow (* 1983), Eishockeytorhüter

## L
- Dimitri Litesov (* 1989), deutscher Eishockeyspieler
- Alexei Litwinenko (* 1980), kasachischer Eishockeyspieler

## M
- Jewgeni Masunin (* 1981), kasachischer Eishockeyspieler
- Jelisaweta Matwejewa (* 2001), Hochspringerin
- Sergei Mogilnikow (* 1958), kasachischer Eishockeyspieler

## N
- Igor Nikitin (* 1973), kasachischer Eishockeyspieler und -trainer
- Jewgeni Nabokow (* 1975), kasachisch-russischer Eishockeytorwart
- Witali Nowopaschin (* 1978), kasachischer Eishockeyspieler

## O
- Andrei Ogorodnikow (* 1982), kasachischer Eishockeyspieler

## P
- Jewgeni Paladjew (1948–2010), sowjetischer Eishockeyspieler
- Dimitri Pätzold (* 1983), kasachisch-deutscher Eishockeyspieler
- Alexander Pereschogin (* 1983), russischer Eishockeyspieler
- Dmitri Pestunow (* 1985), russisch-kasachischer Eishockeyspieler
- Georgi Petrow (* 1988), kasachischer Eishockeyspieler
- Fjodor Polischtschuk (* 1979), kasachischer Eishockeyspieler
- Iwan Poloschkow (* 1986), kasachischer Eishockeyspieler
- Andrei Ptscheljakow (* 1972), kasachischer Eishockeyspieler
- Jewgeni Pupkow (1976–2021), kasachischer Eishockeyspieler und -trainer
- Konstantin Puschkarjow (* 1985), kasachischer Eishockeyspieler

## R
- Dmitri Reicherd (* 1989), kasachischer Freestyle-Skier
- Wadim Rifel (* 1979), kasachischer Eishockeyspieler
- Julija Rodionowa (* 1990), Freestyle-Skierin
- Konstantin Rudenko (* 1981), russischer Eishockeyspieler
- Darja Rybalowa (* 1988), Freestyle-Skierin
- Jewgeni Rymarew (* 1988), kasachischer Eishockeyspieler
- Olga Rypakowa (* 1984), kasachische Weit- und Dreispringerin

## S
- Saghdat Sadyqow (* 1973), kirgisisch-kasachischer Judoka
- Jerlan Saghymbajew (* 1970), Eishockeyspieler und -trainer
- Andrei Samochwalow (* 1975), Eishockeyspieler
- Andrei Sawenkow (* 1975), Eishockeyspieler
- Konstantin Sawenkow (* 1990), Eishockeyspieler
- Roman Sawtschenko (* 1988), Eishockeyspieler
- Konstantin Schafranow (* 1968), Eishockeyspieler
- Talgat Schailauow (* 1985), Eishockeyspieler
- Jewgeni Schdanow (* 1983), Eishockeyspieler
- Arkadi Schestakow (* 1995), Eishockeyspieler
- Alexander Schin (* 1985), Eishockeyspieler
- Eugen Schmidt (* 1975), deutscher Politiker, MdB (AfD)
- Maxim Semjonow (* 1984), Eishockeyspieler
- Igor Semljanoi (* 1967), Eishockeyspieler
- Aidyn Smaghulow (* 1976), Judoka
- Andrei Sokolow (* 1968), Eishockeyspieler
- Anastassija Soprunowa (* 1986), Hürdenläuferin
- Andrei Spiridonow (* 1982), Eishockeyspieler
- Roman Startschenko (* 1986), Eishockeyspieler

## T
- Wadim Tarassow (* 1976), kasachischer Eishockeytorwart
- Alexei Troschtschinski (* 1973), kasachischer Eishockeyspieler
- Andrei Troschtschinski (1978–2015), kasachischer Eishockeyspieler
- Islam Tschesnokow (* 1999), Fußballspieler

## U
- Dmitri Upper (* 1978), kasachischer Eishockeyspieler

## W
- Alexei Wassiltschenko (* 1981), kasachischer Eishockeyspieler
- Alexander Wolkow (1891–1977), russischer Schriftsteller (Der Zauberer der Smaragdenstadt)
- Alexei Woronzow (* 1986), kasachischer Eishockeyspieler

## Z
- Walerija Zoi (* 1988), Snowboarderin